# Филиппинский долгопят
Филиппи́нский долгопя́т, или сирихта (лат. Carlito syrichta) — вид приматов семейства долгопятовых.

## Описание
Длина тела взрослой особи около 10 см, хвост, лишённый волос, длиннее тела. Средний вес самцов — около 134 г, самок — около 117 г.
Голова крупная, округлая, способна поворачиваться почти на 360°. Чрезвычайно крупные глаза, приспособленные для ночного образа жизни. Подвижные уши, хороший слух. Задние конечности особо развиты и имеют удлинённые лодыжки. Долгопят способен совершать с места прыжки на расстояние нескольких метров. Пальцы длинные, заканчивающиеся плоскими подушечками. Мех густой, шелковистый, от серого до тёмно-коричневого цвета. Зубная формула: 2:1:3:3 в верхней челюсти, 1:1:3:3 — в нижней, верхние клыки относительно невелики.

## Ареал
Филиппинский долгопят — эндемичный вид, встречающийся на нескольких островах Филиппин групп Висайя и Минданао: на Бохоле, Самаре, Лейте, Минданао.

## Образ жизни
Филиппинский долгопят — ночное, преимущественно насекомоядное животное. Живёт на ветвях деревьев, кустарника, в бамбуковых зарослях. Может перепрыгивать с дерева на дерево, не спускаясь на землю. В естественных условиях не образует устойчивых групп, каждая особь занимает собственную территорию тропического леса (в среднем 6,45 га леса для самцов и 2,45 га для самок). Обычно территория самца пересекается с территориями нескольких самок.

## Интересные факты
- Долгопятов называют самыми маленькими приматами и самыми маленькими обезьянами, что не соответствует действительности, так как самый маленький из известных на сегодня приматов — карликовый мышиный лемур (лат. Microcebus myoxinus); в то же время долгопят не относится к «настоящим обезьянам», среди «настоящих» самой маленькой считается карликовая игрунка (лат. Callithrix (Cebuella) pygmaea)
- У филиппинских долгопятов самые крупные глаза по отношению к размерам тела среди всех млекопитающих.
- Именно долгопят стал прототипом магистра Йоды[источник не указан 3824 дня]
- У филиппинских долгопятов самые медленнорастущие эмбрионы среди млекопитающих.[источник не указан 4963 дня] Беременность продолжается около 6 месяцев, за это время плод достигает веса около 23 г.